# B-Movie (Kino)

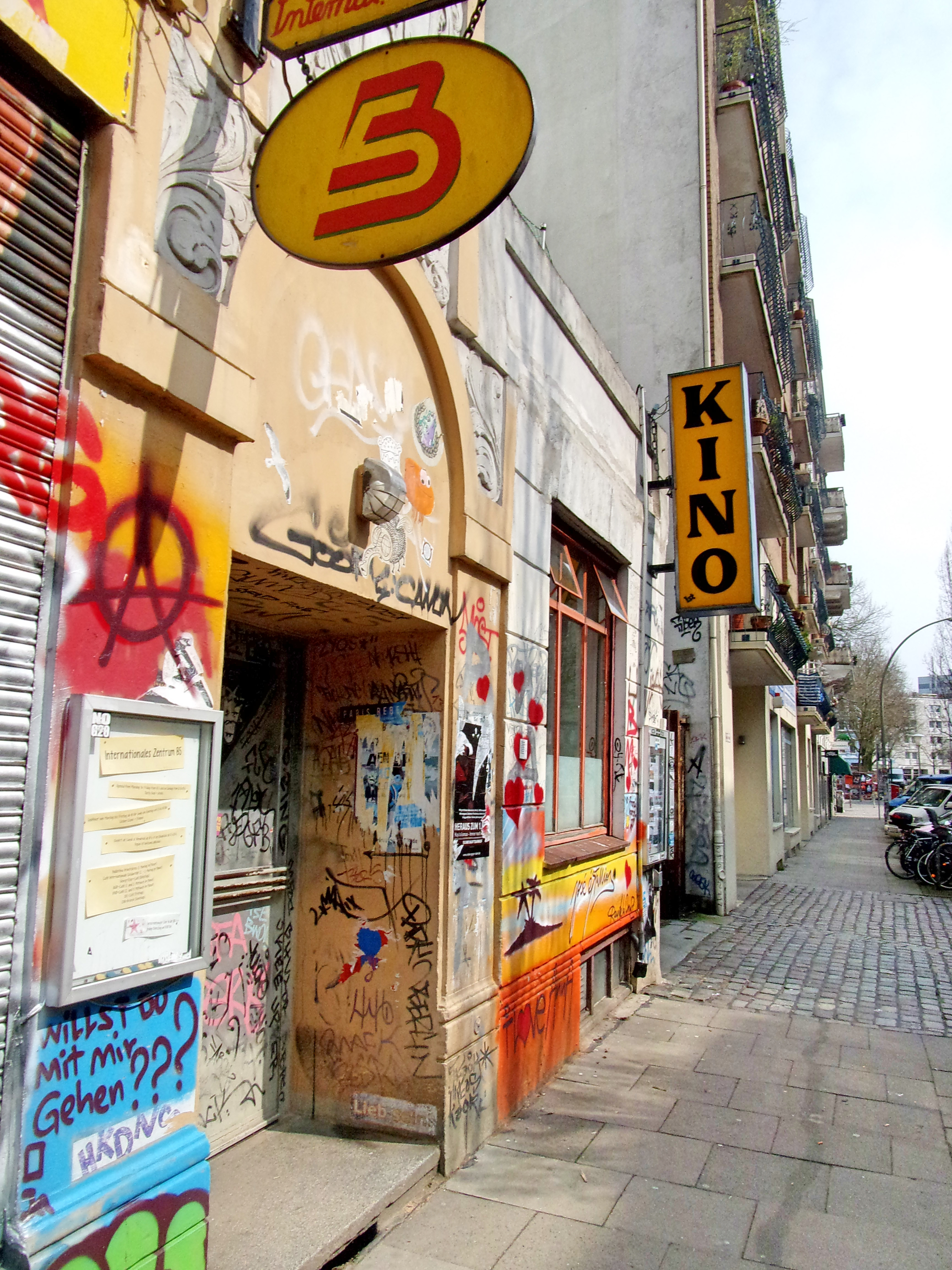
B-Movie

Das B-Movie ist ein kommunales Programmkino in der Brigittenstraße 5 im Hamburger Stadtteil St. Pauli. Das von der B-Movie Kulturinitiative auf St. Pauli e.V. ehrenamtlich und gemeinnützig betriebene Kino ist mit etwa 58 Sitzplätzen das zweitkleinste Hamburger Programmkino.
Programmschwerpunkte bilden Genrefilme, ältere Blockbuster, Exploitation-, Trash-, Underground- und Experimentalfilme von meist unbekannten Autoren sowie kontrovers diskutierte Produktionen und Themen. Daneben ist das Kino Veranstaltungsort verschiedener Filmfestivals wie dem Kurzfilm Festival Hamburg, Musikfilmfestivals, Filmfest Hamburg, den Lesbisch Schwulen Filmtagen Hamburg oder dem Japan-Filmfest Hamburg.
Das 1987 gegründete Kino hat einen Vorführsaal mit 58 Sitzplätzen und einer 30 m² messenden Bildwand. Die umfangreiche technische Ausstattung des Kinos mit Videoprojektoren für VHS, S-VHS sowie digitaler Medien wie DVD, BluRay und DCP sowie analogen Filmprojektoren im 35-mm-, 16-mm- und Super-8-Format ermöglicht es, Filme in den Originalformaten aufzuführen. Der Vorführraum ist ebenfalls mit einer Bühne für Theateraufführungen ausgestattet.

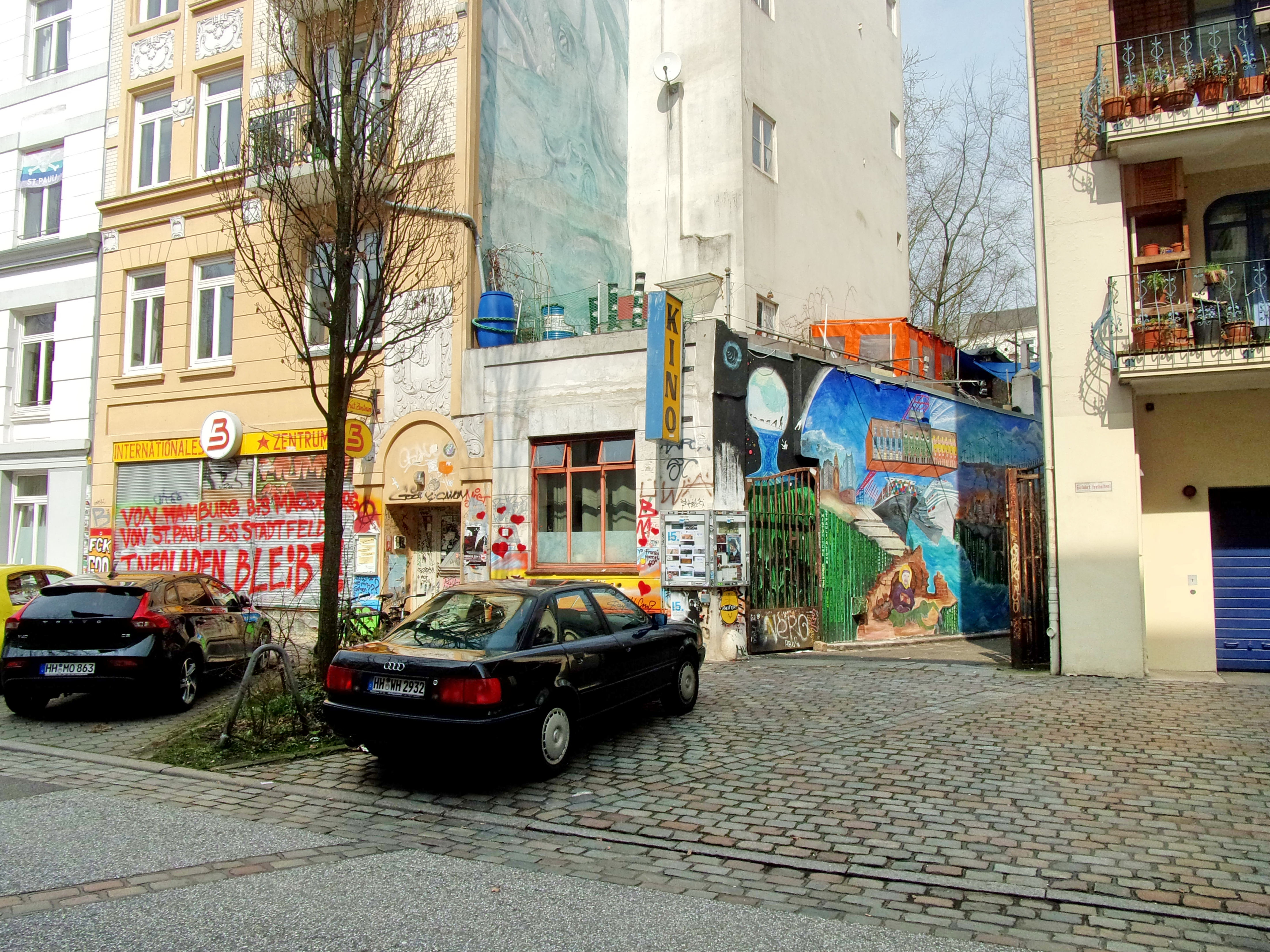
Ansicht von der Brigittenstraße
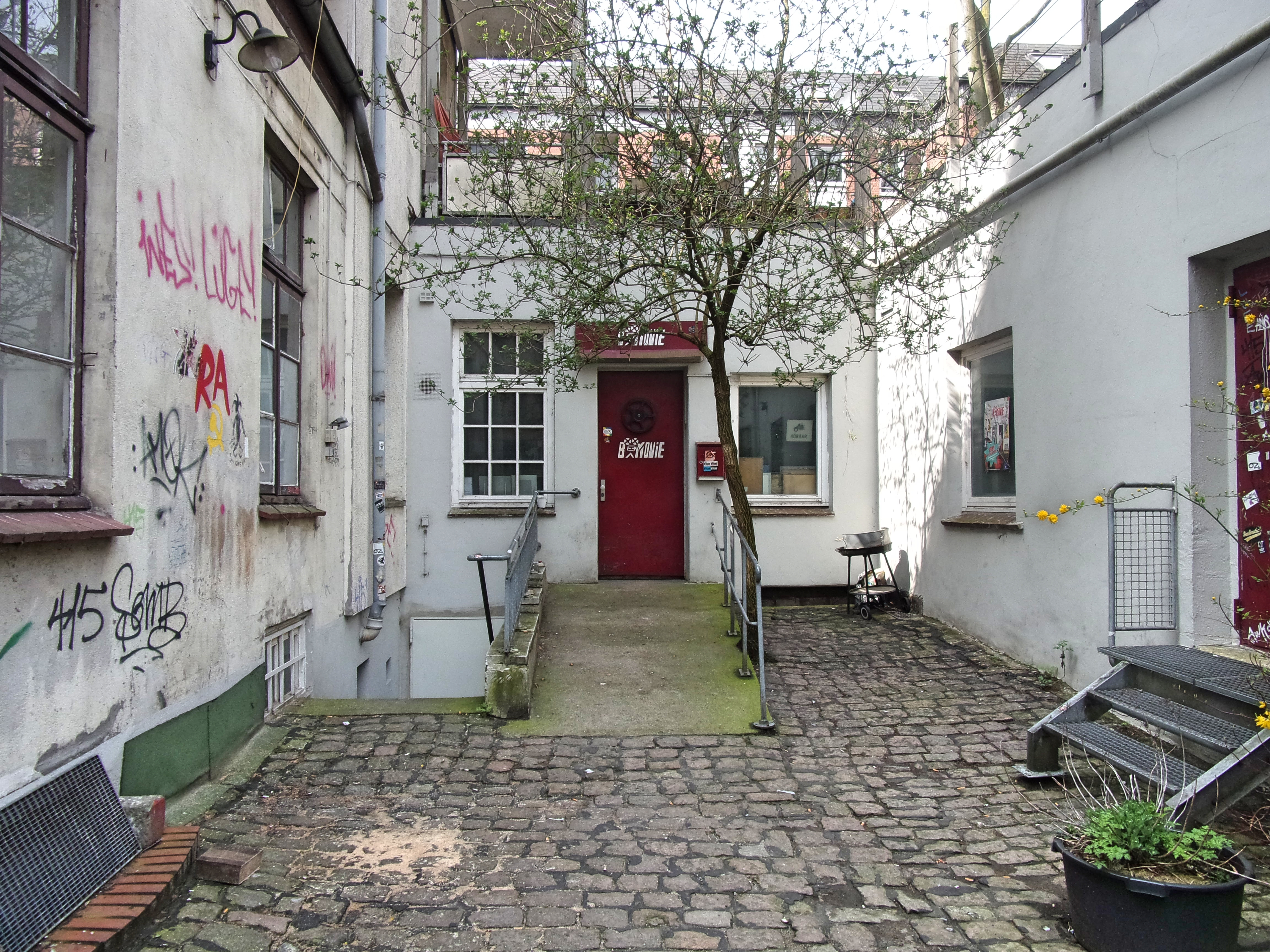
Eingangsbereich
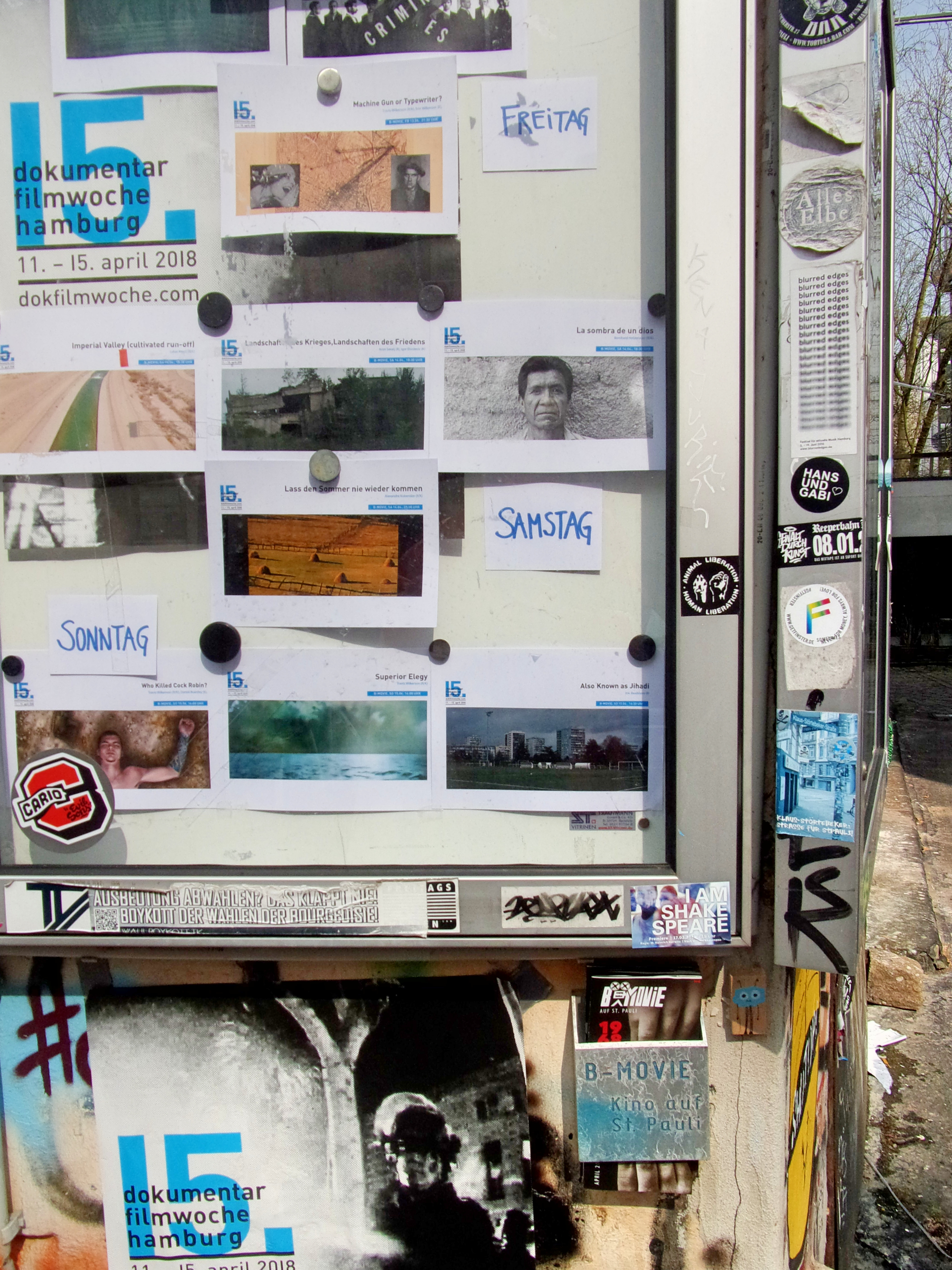
Schaukasten mit Programmankündigungen